# Julie (musikalbum)
Julie är ett studioalbum av det svenska dansbandet Wizex, släppt 1983. Bandet hade nu bytt sångerska,  då Kikki Danielsson ersatts av Lena Pålsson.
I juli 2009 släpptes albumet digitalt på Itunes .

## Låtlista

### Sida A
| Nr | Titel                                               | Låtskrivare                                                      | Längd |
| -- | --------------------------------------------------- | ---------------------------------------------------------------- | ----- |
| 1. | "Julie" ("Džuli")                                   | Danijel Popović, Tommy Stjernfeldt                               | 3.01  |
| 2. | "Amore mio" ("Amore mio")                           | Tony Hendrik, Andreas Martin-Krause, Bernd Meinunger, Kjell Roos | 3.49  |
| 3. | "Leva från dag till dag" ("Goin' Around and Round") | A Mitchell, Tommy Stjernfeldt                                    | 3.55  |
| 4. | "Karriär"                                           | Tommy Stjernfeldt                                                | 2.37  |
| 5. | "Här kommer sommaren"                               | Tommy Stjernfeldt                                                | 2.42  |
| 6. | "I Can't Help it"                                   | Hank Williams                                                    | 2.43  |
| 7. | "Du lever i dina drömmar"                           | Tommy Stjernfeldt                                                | 3.01  |

### Sida B
| Nr  | Titel                                                                        | Låtskrivare                                    | Längd |
| --- | ---------------------------------------------------------------------------- | ---------------------------------------------- | ----- |
| 8.  | "Här är sången" ("Per Lucia")                                                | Fabrizio, Maurizio, Monica Forsberg            | 3.10  |
| 9.  | "Midnattsolens ljus" ("Shadows of the Night")                                | David Leigh Byron, H. Lindeborg                | 4.05  |
| 10. | "Nu är dagarna till evighet"                                                 | Tommy Stjernfeldt                              | 2.53  |
| 11. | Kan ingen tala om för mig när tåget går? ("Is Anybody Goin' to San Antone?") | Dave Kirby, Glen Martin, Bengt Palmers         | 2.34  |
| 12. | "Drömmar överlever tiden" ("Cry Softly")                                     | Tim Norell, Björn Håkanson                     | 3.22  |
| 13. | "Läppstift på din krage" ("Lipstick on Your Collar")                         | Edna Lewis, George Goehring, Tommy Stjernfeldt | 2.49  |
| 14. | "Stäng dörren tyst" ("Don't Slam the Door")                                  | Anders Glenmark, Tommy Stjernfeldt             | 2.50  |

## Medverkande[3]
- Bas – Mats Nilsson
- Trummor – Jerker Nilsson
- Gitarr, Saxofon – Tommy Karlsson
- Gitarr, sång – Tommy Stjernfeldt
- Klaviatur – Lars Hagelin
- Producent – Lennart Sjöholm
- Sång – Lena Pålsson

### Fotnoter
1. ↑  ”Svensk mediedatabas”. http://smdb.kb.se/catalog/id/001888945. Läst 21 april 2011.
2. ↑  Dansbandsbloggen 17 juli 2009 – Fyra dansbandsklassiker på Itunes Arkiverad 8 oktober 2011 hämtat från the Wayback Machine.
3. ↑  ”Discogs”. http://www.discogs.com/Wizex-Julie/release/1767314. Läst 21 april 2011.